# Probolus concinnus
Probolus concinnus là một loài tò vò trong họ Ichneumonidae.